# Roger Furst
Roger Furst (Belfort, 22 maggio 1912 – Soultz-Haut-Rhin, 14 novembre 1972) è stato un militare e aviatore francese, particolarmente distintosi nel corso della seconda guerra mondiale. Decorato con la Croce di Ufficiale della Legion d'onore, l'Ordre de la Libération e la Croix de guerre 1939-1945.

## Biografia
Nacque a Belfort, allora capoluogo del territorio di Belfort, il 22 maggio 1912, figlio di Alphonse e di Eugénie Vonflieg.
Chiamato a prestare servizio militare di leva nell'Armée de terre nel maggio del 1934, fu promosso caporale nell'ottobre dello stesso anno e, dopo la smobilitazione, si arruolò nell'Armée de l'air nel maggio del 1935. Dopo un periodo di addestramento a Reims, fu inviato a Rochefort nell'ottobre del 1936, dove ottenne il brevetto di meccanico aeronautico. Rimandato alla base aerea di Reims come meccanico, venne promosso sergente nel maggio 1937.
Assegnato al Groupe Aérien d'Observation no 552 (GAO 552) all'atto della dichiarazione di guerra alla Germania, il 3 settembre 1939, prese parte a diverse missioni di ricognizione e di collegamento aereo nella zona del fronte settentrionale fino al giugno 1940.
Dopo la firma dell'armistizio del 22 giugno 1940, ottenne il trasferimento in Medio Oriente e fu inviato a Tolosa e poi a Marsiglia, da dove partì per Beirut, in Libano, il 28 novembre 1940.
In dicembre fu assegnato alla base aerea di Rayak in Libano; da lì, entrò in contatto con il movimento di resistenza clandestino, dove ricoprì il ruolo di capo della stazione radio, in collegamento con lo stato maggiore del generale Georges Catroux in Palestina. Il 4 agosto 1941, si arruolò ufficialmente nelle Forces aériennes françaises libres a Damasco, in Siria.
Nell'ottobre del 1941 conseguì il brevetto di mitragliere radiotelegrafista e come tale venne assegnato al neo costituito Groupe de bombardement "Lorraine".
Partecipò a tutte le operazioni del gruppo tra ottobre 1941 e marzo 1942, in particolare in Libia con l'equipaggio del tenente Marcel Langer, effettuando 52 missioni di bombardamento, e a San Giovanni d'Acri con la Escadrille"Nancy" e l'equipaggio del tenente Jean de Goujon de Thuisy, effettuando 5 missioni di ricognizione in mare.
Nell'ottobre del 1942 si imbarcò a Suez per l'Inghilterra, dove sbarcò nel gennaio del 1943. Fu trasferito a Camberley per un ulteriore addestramento. Nel maggio del 1943 fu promosso a sottufficiale e in settembre ritornò al "Lorraine", che aveva raggiunto la Gran Bretagna, e fu assegnato alla Escadrille "Metz". Partecipò a 35 missioni di bombardamento su Francia, Belgio e Paesi Bassi nell'equipaggio del Capitano François Rozoy come mitragliere e meccanico.
Il 14 gennaio 1944, durante l'attacco a una rampa di bombe volandi VI nella Somme, fu ferito da un proiettile antiaereo mentre volava a 2.500 metri di altezza sull'obiettivo. Nonostante il dolore, continuò la sua sorveglianza aiutando il suo pilota, il capitano Rozoy, anch'egli ferito, e contribuendo così a consentire all'aereo isolato di attraversare nuovamente il canale della Manica e di effettuare un atterraggio di fortuna in Inghilterra; in quest'occasione, ricevette una citazione nell'ordine dell'aeronautica militare.
Dopo la guarigione e la nomina a maresciallo capo, riprese le sue missioni di bombardamento come radiotelegrafista e ottenne due nuovi encomi dell'esercito. Alla fine di luglio 1944, l'equipaggio fu ritirato dalle operazioni e messo a riposo. Completò quindi un totale di 92 missioni di guerra e poco più di 150 ore di volo operativo.
Nell'agosto del 1944 venne trasferito alla Madley Radio School come istruttore, prima di essere promosso sottotenente nel novembre dello stesso anno.
Rimpatriato in Francia nel febbraio 1946, continuò la sua carriera in diverse basi aeree. Nel novembre 1946 fu promosso tenente. Nel 1949 fu distaccato per un anno nella zona di occupazione americana in Germania. Promosso capitano nel 1952, prestò servizio in Indocina tra il 1954 e il 1956.
Nel febbraio 1957 comandò  la 13e Escadre de chasse a Colmar; nell'aprile 1960 ricevette i gradi di maggiore e nel 1962 ottenne il comando del distaccamento di collegamento francese presso la base dell'United States Air Force di Phalsbourg nel dipartimento della Mosella.
Nel 1966, raggiunta l'età pensionabile, si congedò con il grado di tenente colonnello.
Si spense il 13 novembre 1972 a Soultz nell'Alto Reno, dove fu sepolto.